# Heikki Hippa
Heikki Antero Hippa, född 12 juni 1943, är en finsk entomolog, som också har varit verksam i Sverige. Hippa avlade sin filosofie doktorsexamen vid Åbo universitet år 1978. Han arbetade sedan vid Åbo universitets zoologiska museum och från mitten av 1980-talet vid Helsingfors universitets zoologiska museum. Han blev senare professor i entomologi vid Naturhistoriska Riksmuseet i Stockholm. Hippa har främst arbetat med tvåvingade insekter, särskilt sorgmyggor och blomflugor, men också med spindlar. Han har beskrivit omkring 30 spindelarter.